# Alessandro Magnasco

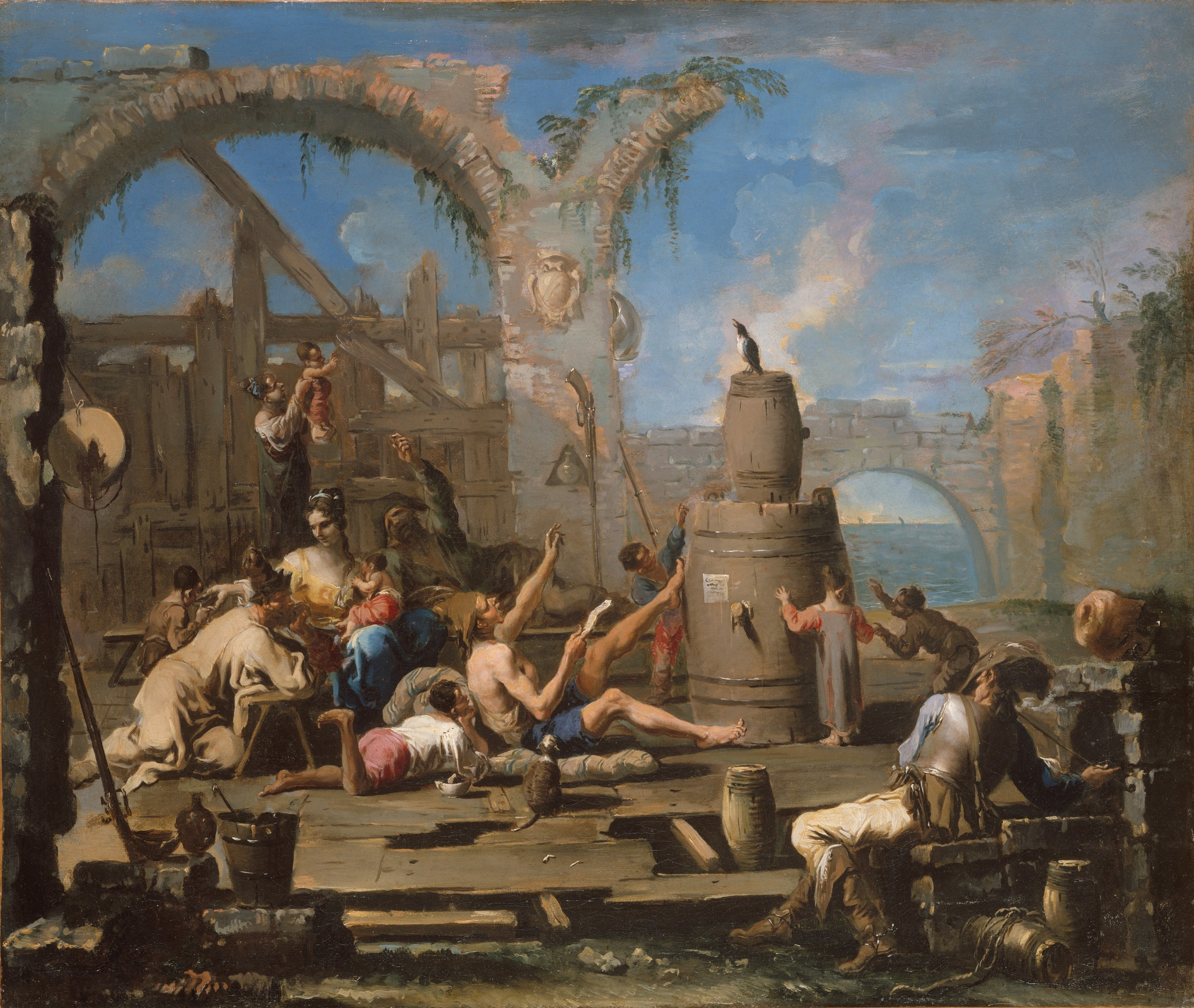
Tresura sroki Metropolitan Museum of Art Nowy Jork (ok. 1707)

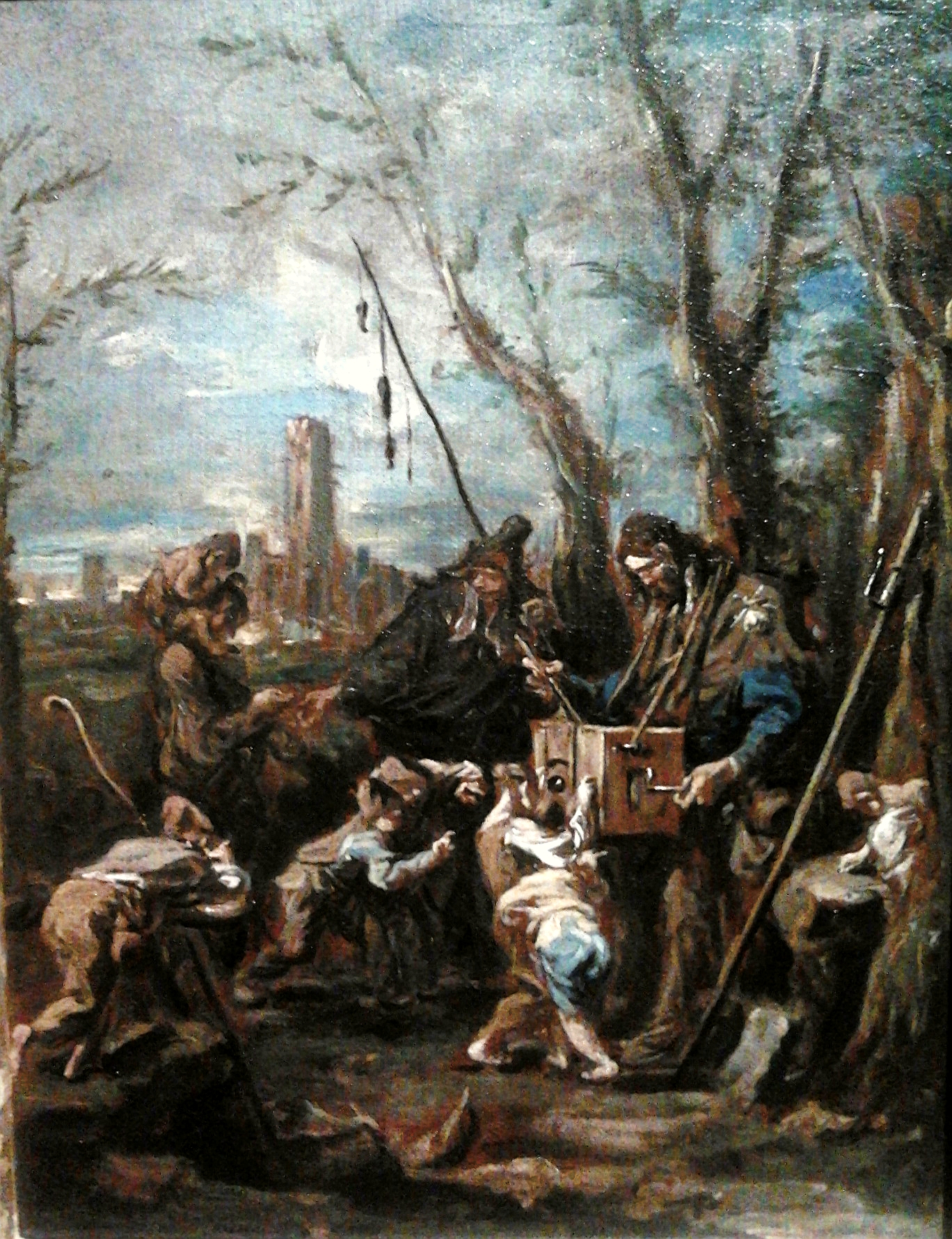
Latarnia magiczna Muzeum Narodowe Warszawa (1703-11)

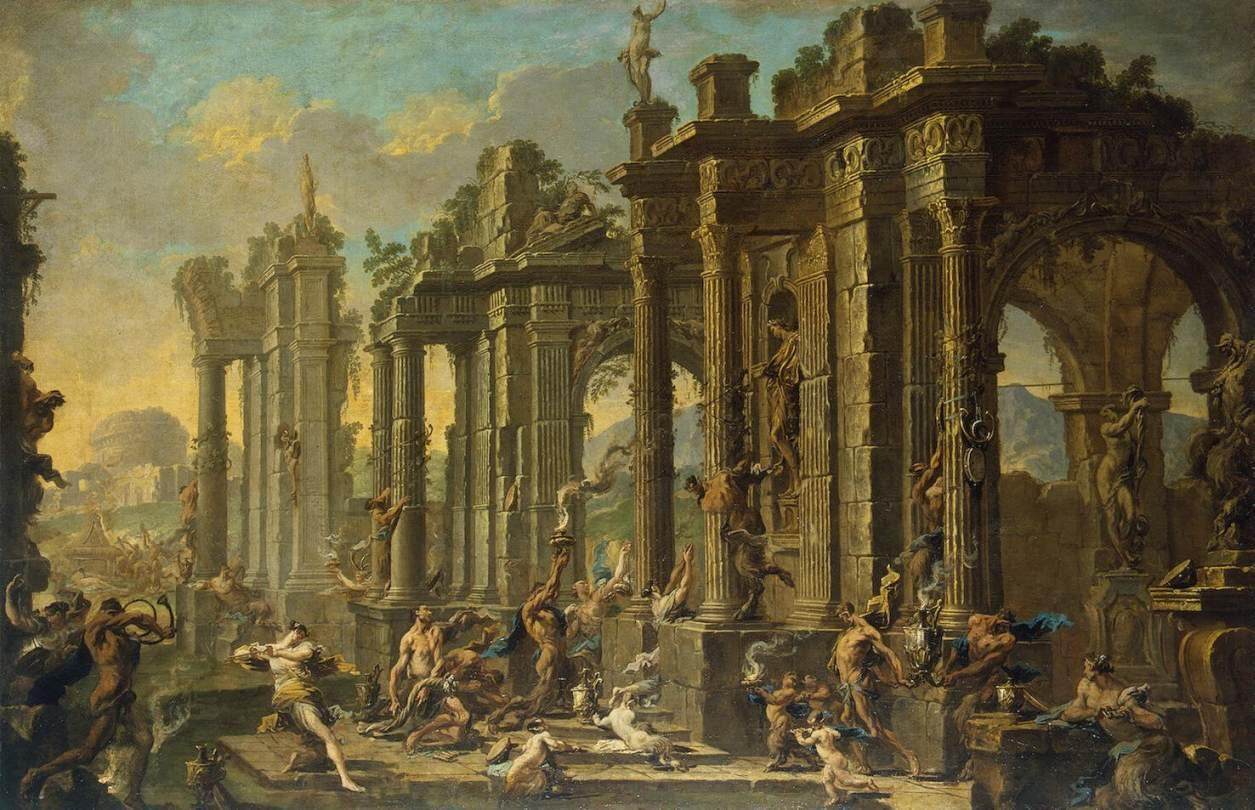
Bachanalia Ermitaż St. Petersburg (1710-20)

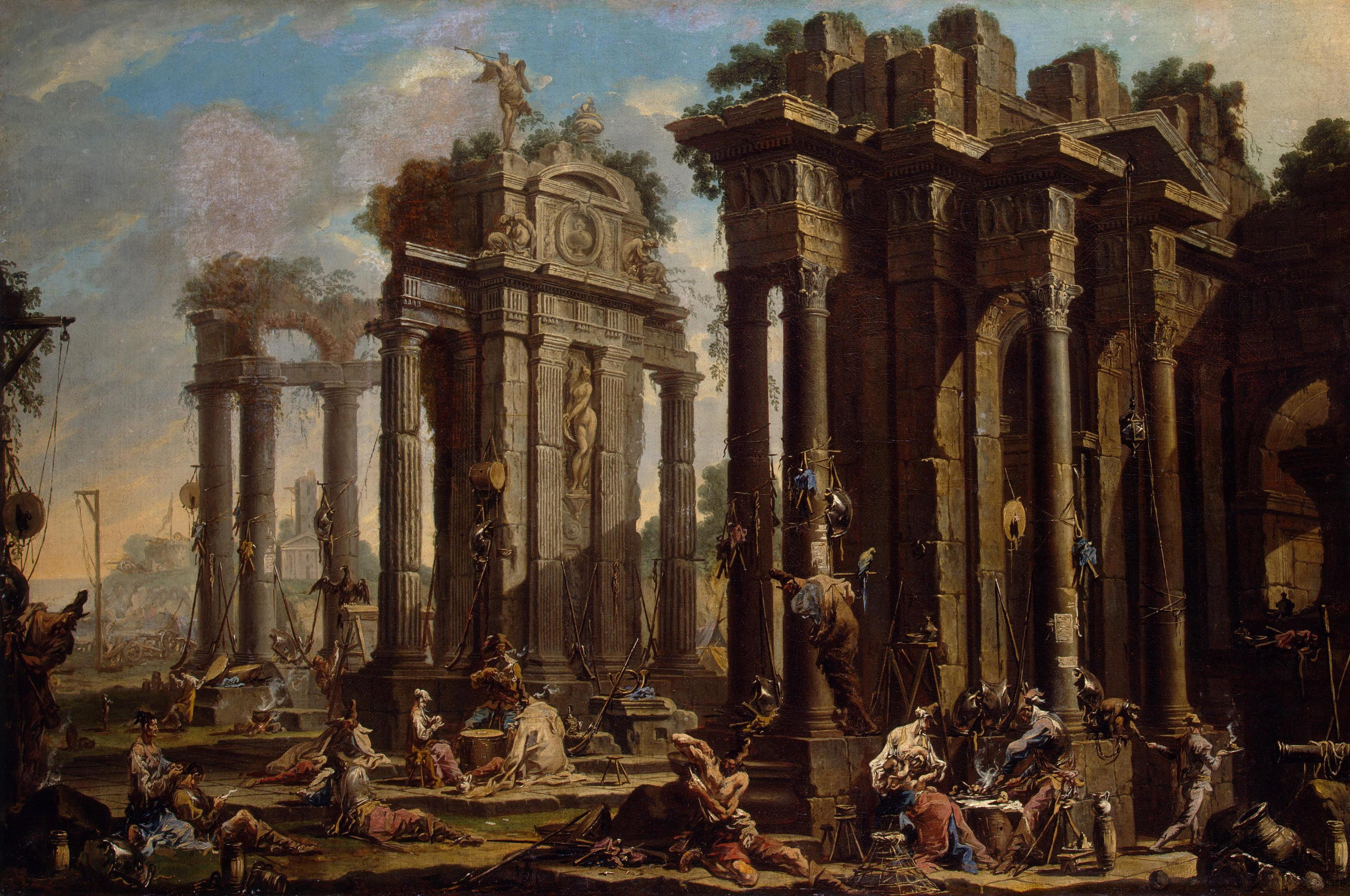
Odpoczynek bandytów Ermitaż St. Petersburg (1710-20)

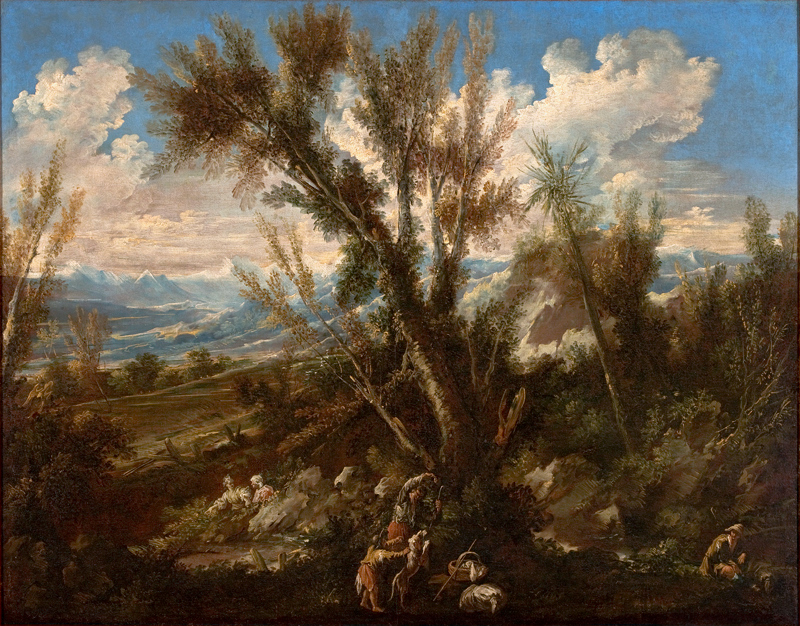
Krajobraz z pasterzami Museu de Arte de São Paulo (1710-30)

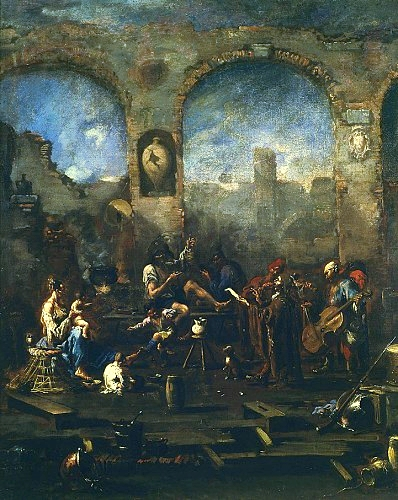
Wędrowni bajarze Muzeum Narodowe Warszawa (1710-40)

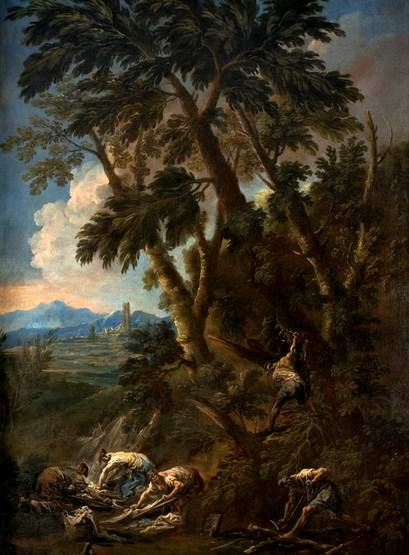
Praczki i drwale Kolekcja „Europeum” Muzeum Narodowego w Krakowie (1712-1715)

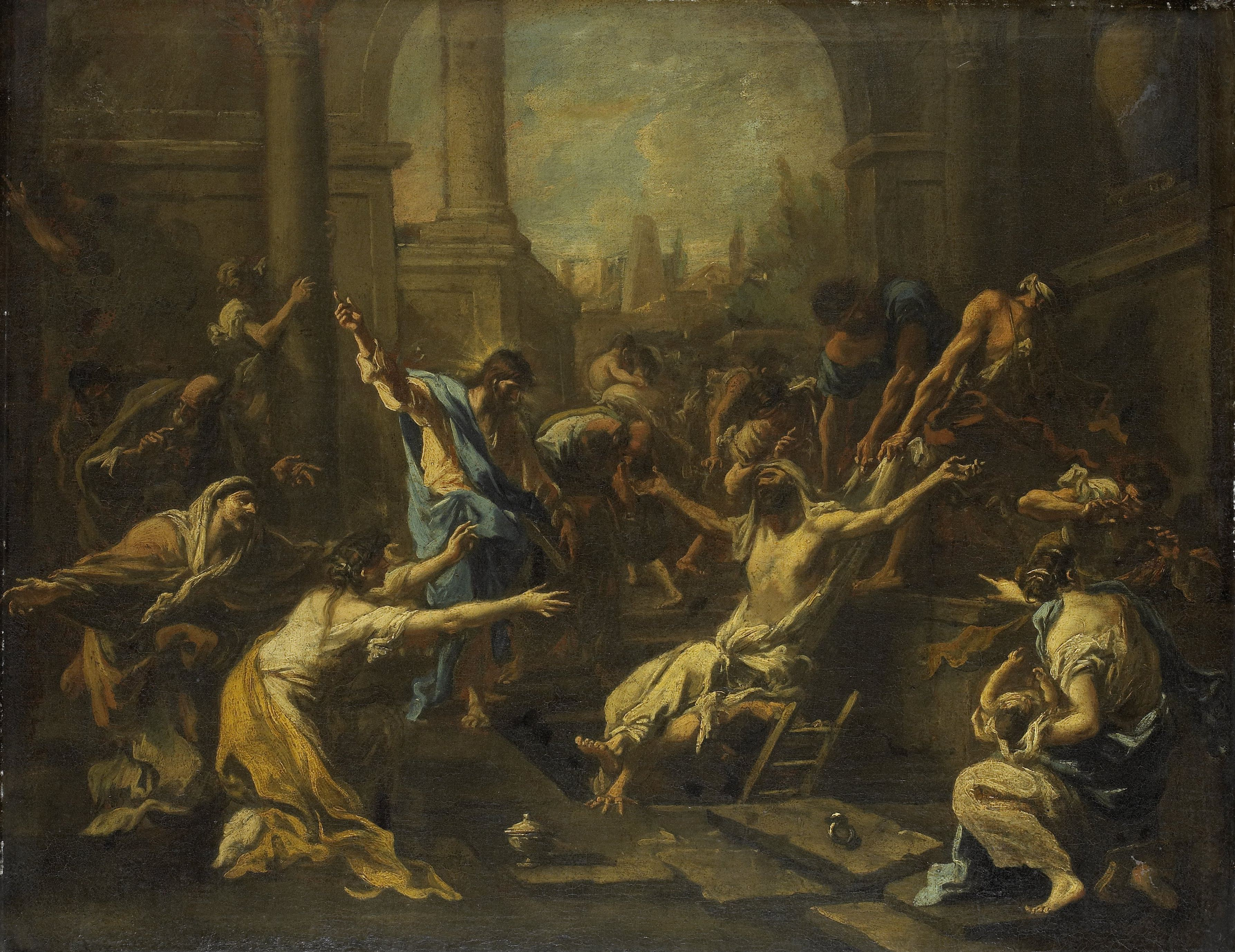
Wskrzeszenie Łazarza Rijksmuseum Amsterdam (1715-40)

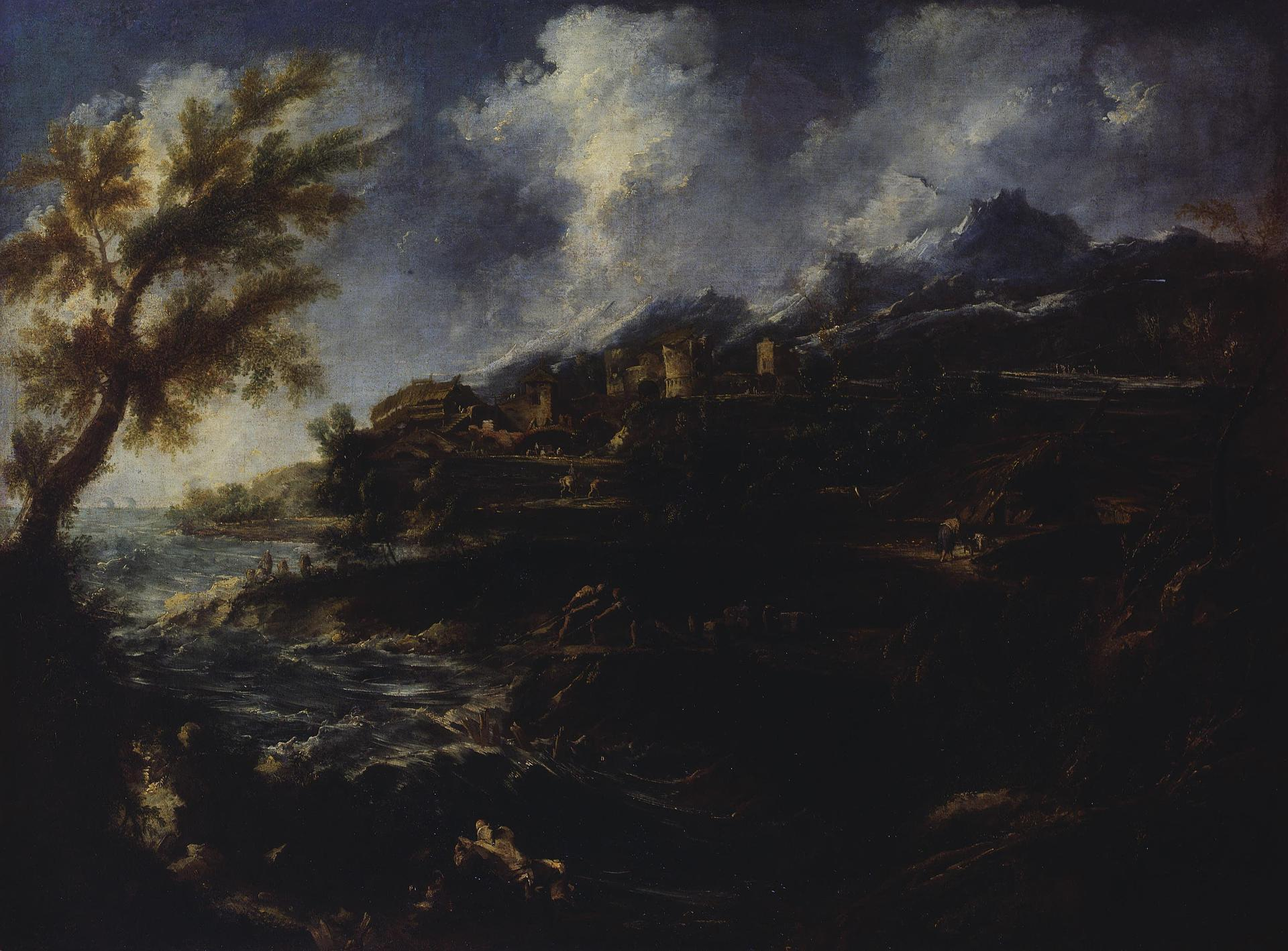
Brzeg morza Ermitaż St. Petersburg (1720-30)

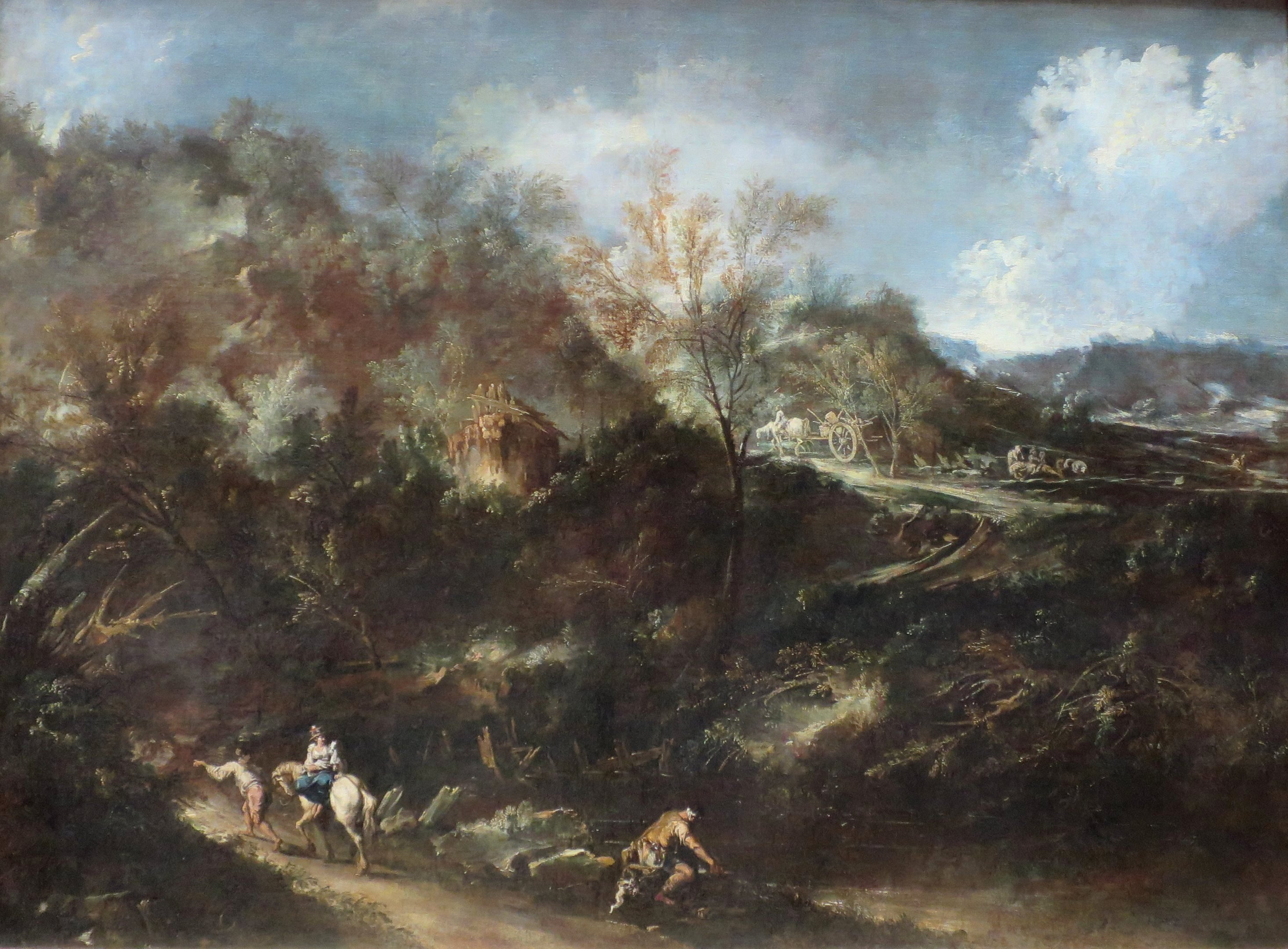
Krajobraz górski Ermitaż St. Petersburg (1720-30)

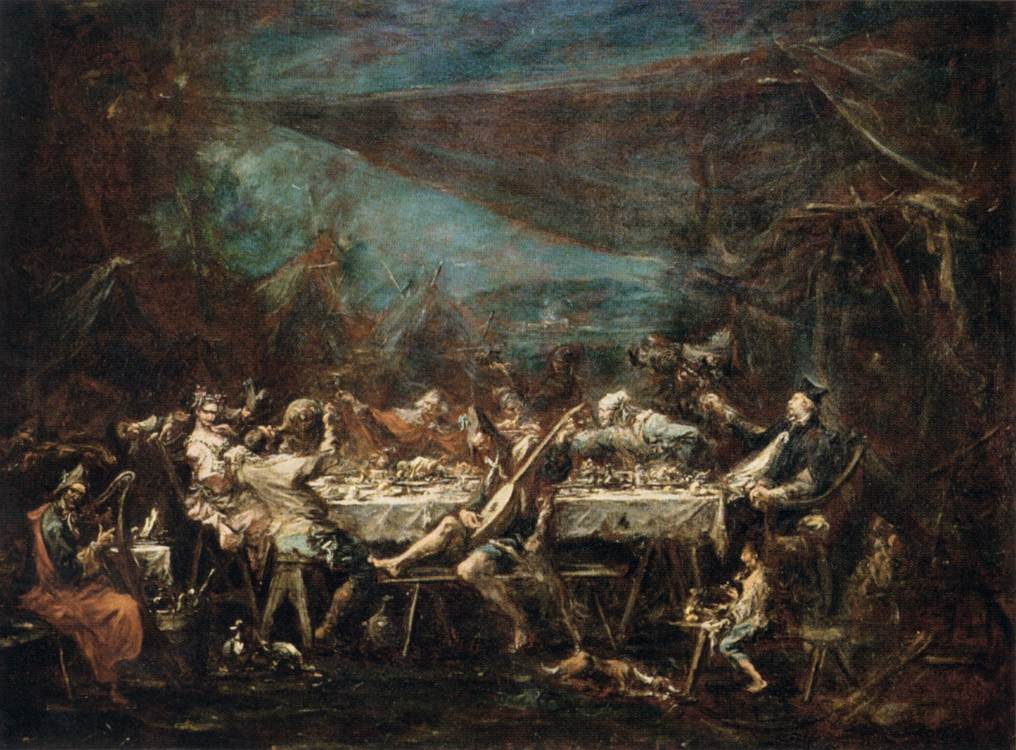
Cygańskie wesele Luwr (ok. 1730)

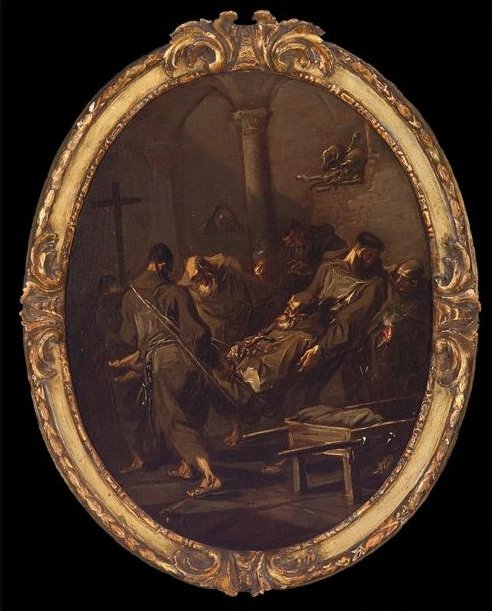
Pogrzeb franciszkanina Muzeum Sztuki w El Paso (ok. 1730)

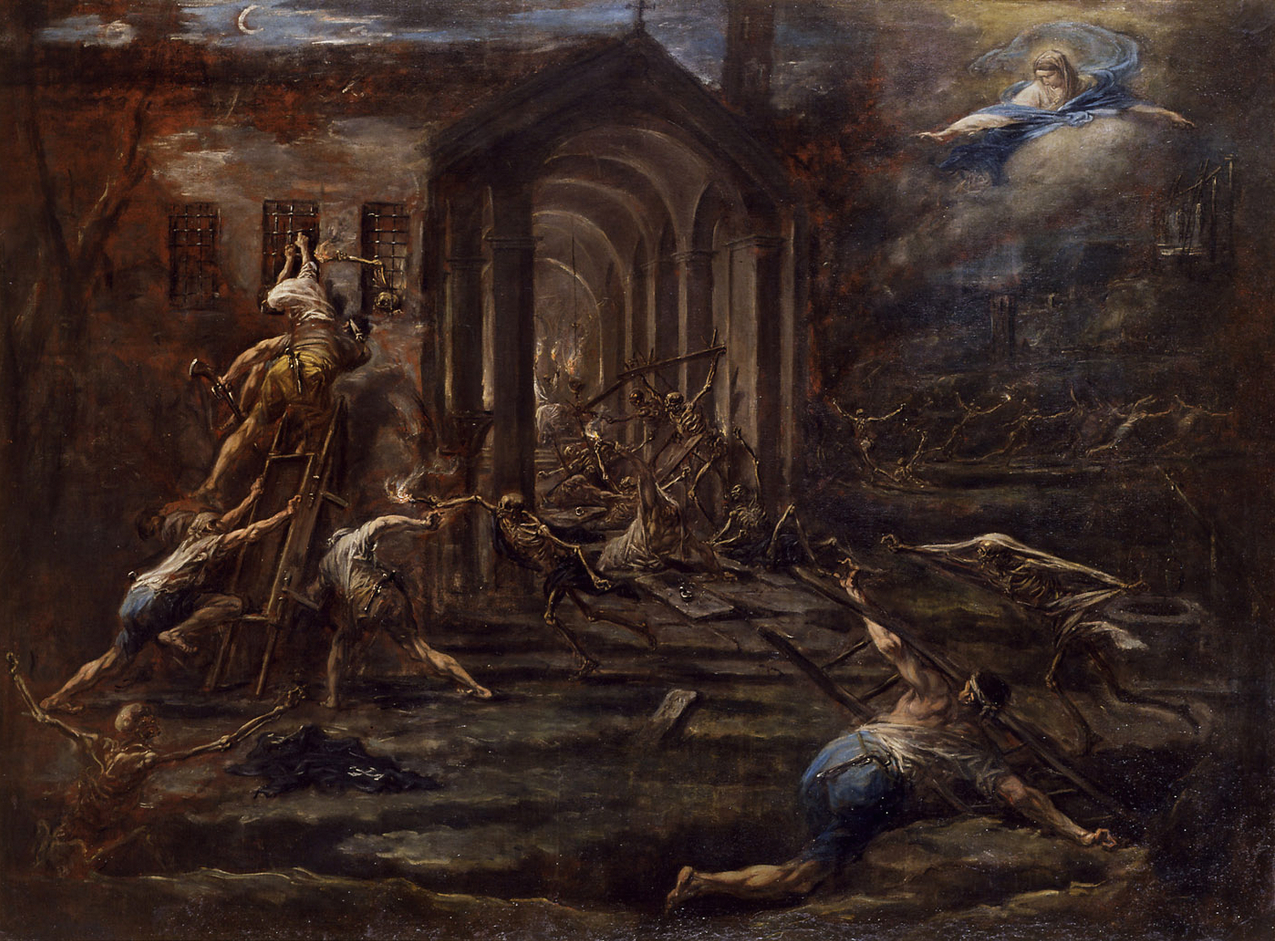
Kradzież w kościele Museo Diocesano di Milano, (1731)

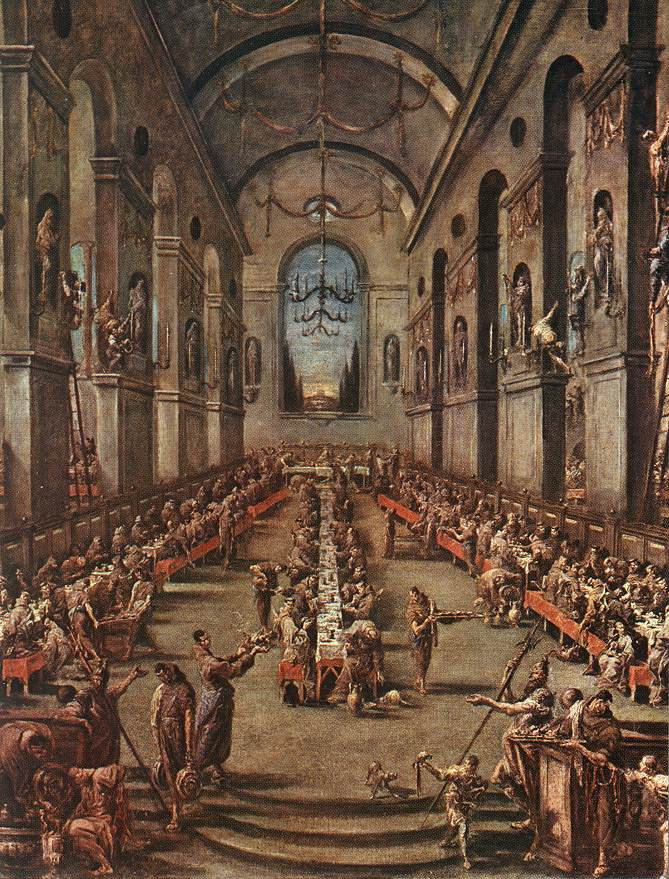
Mnisi w refektarzu Civic Museum, Bassano del Grappa (1736-37)

Piknik w ogrodach Albaro Musei di Strada Nuova (ok. 1740)

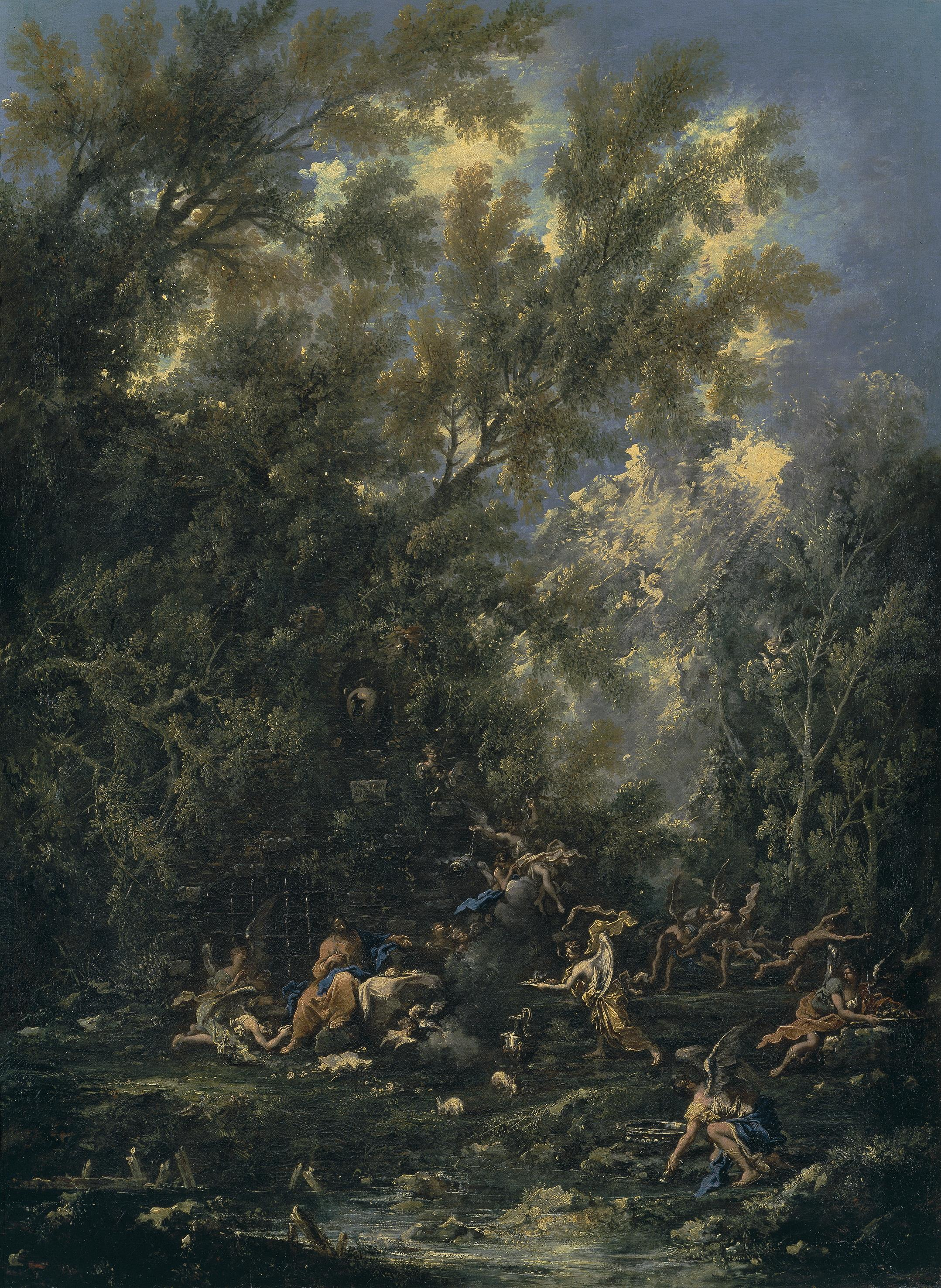
Aniołowie usługujący Chrystusowi Prado (I poł. XVIII w.)

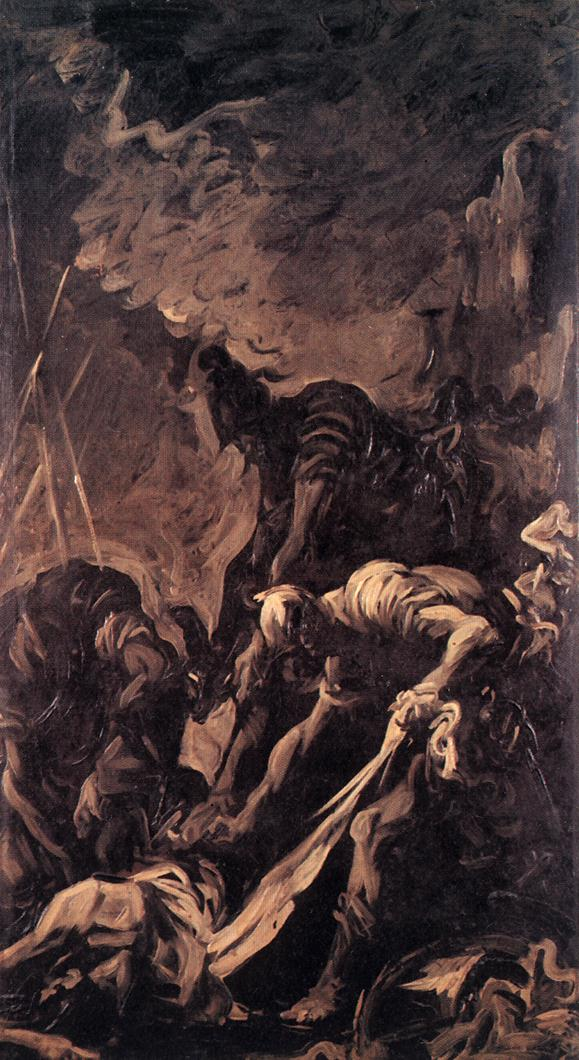
Pogrzeb żołnierza Musei Civici, Pavia (I poł. XVIII w.)

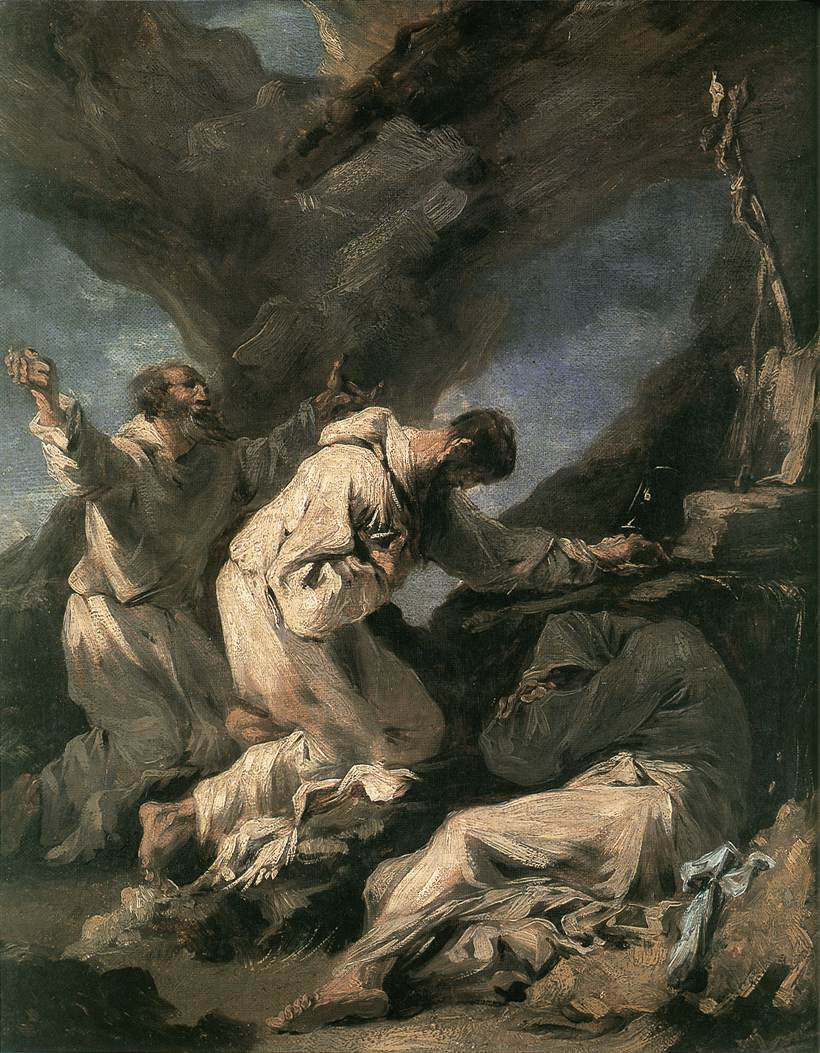
Modlący się mnisi Museum of Fine Arts, Ghent (I poł. XVIII w.)

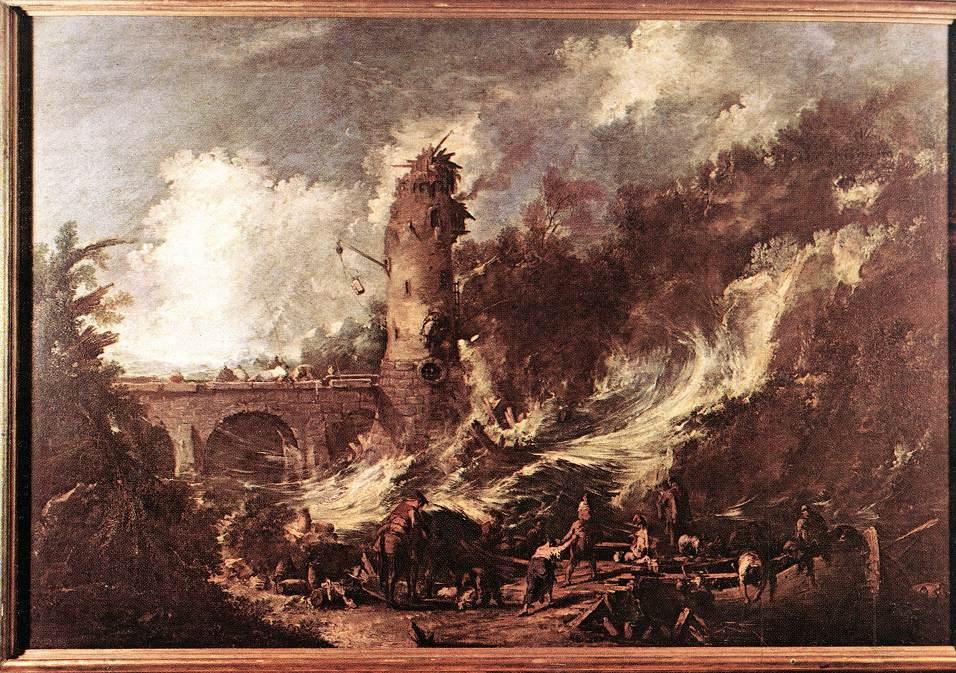
Sztorm Castello Sforzesco (I poł. XVIII w.)

Alessandro Magnasco zw. Il Lissandrino lub Il Lissandro (ur. 4 lutego 1667 w Genui, zm. 12 marca 1749, tamże) – włoski malarz i rysownik okresu rokoka.

## Życiorys
Urodził się i zmarł w Genui, ale większa część jego twórczego życia związana była z Mediolanem. Był synem przeciętnego malarza Stefana Magnasco. Po jego śmierci i powtórnym zamążpójściu matki, przeniósł się do Mediolanu, gdzie trafił do pracowni Filippo Abbiatiego, który zapoznał go z tajnikami koloryzmu weneckiego. Mając ok. 20 lat rozpoczął karierę artystyczną, początkowo jako portrecista, później jako malarz małych figur, które zazwyczaj domalowywał do cudzych obrazów pejzażowych. Z 1697 pochodzi jego pierwszy znany obraz Mnisi w ruinach, przechowywany obecnie w zbiorach prywatnych w Mediolanie. W latach 1703–1710/11 przebywał w różnych miastach Ligurii, Emilii i Toskanii. Od 1703 pozostawał w służbie wielkiego księcia Ferdinanda de’Medici (1663–1713) we Florencji. Jego bliskimi współpracownikami w tym okresie (współautorami niektórych jego dzieł) byli pejzażyści: Clemente Spera, Antonio Francesco Peruzzini, Carlo Antonio Tavella i Marco Ricci. W 1711 r. wrócił do Mediolanu, usamodzielnił się i wyzwolił ze współpracy z innymi malarzami. Zaczął malować sceny z życia mnichów oraz pejzaże ze sztafażem figuralnym. Zmienił też technikę malowania. W latach 1720–1725 stworzył cykl obrazów na zamówienie gubernatora Mediolanu hrabiego Colloredo. Pracował dla wpływowych rodzin Borromeo i Viscontich, realizował również zamówienia licznych książąt i klasztorów. W 1731 r. nastąpił przełom w jego twórczości: w obrazach zaczęły dominować akcenty dramatyczne, a koloryt ich stał się niemal monochromatyczny. W 1735 powrócił do Genui, gdzie żył w osamotnieniu aż do śmierci. Dzieła z tego okresu mają pogodniejszy koloryt i przypominają styl okresu młodzieńczego. Powstaje wtedy jego najbardziej znany obraz, utrzymany w wyjątkowo jasnej tonacji Piknik w ogrodach Albaro. Zmarł w wieku 82 lat.

## Inspiratorzy
Styl malarza ukształtowali przedstawiciele późnego manieryzmu lombardzkiego z przełomu XVI i XVII wieku Francesco del Cairo, Pier Francesco Mazzucchelli, zw. Morazzone, Giulio Cesare Procaccini, Giovanni Battista Crespi, zw. Cerano oraz grafik francuski Jacques Callot, autor m.in. cyklu Capricci di varie figure (1617) – niezwykłej galerii różnych typów ludzkich: wagabundów, komediantów, żebraków. Silny wpływ na Magnasca wywarli Salvator Rosa, autor scen rodzajowych z pustelnikami i włóczęgami na tle dzikich krajobrazów oraz Sebastiano Ricci, z którym zetknął się w czasie pobytu w Mediolanie. Musiał znać także twórczość grupy malarzy flamandzkich i holenderskich stale przebywających w Rzymie, zw. bamboccianti, którzy lubowali się w malowaniu scen rodzajowych z życia włóczęgów, żebraków i złodziejaszków na tle rzymskich ruin i ulic. Historycy sztuki wymieniają jeszcze innych malarzy, którzy mogli mieć wpływ na jego twórczość (El Greco, Jacopo Bassano, Giovanni Benedetto Castiglione, Giuseppe Maria Crespi, Stefano della Bella, Domenico Piola, Gregorio De Ferrari).

## Twórczość
Był malarzem bardzo płodnym. Nie sygnował i nie datował swoich obrazów, stąd kłopoty z chronologią jego twórczości. Początkowo tworzył portrety, bardzo szybko jednak zarzucił ten gatunek twórczości. Jego specjalnością stały się niewielkie obrazy przedstawiające niepokojące, rozwichrzone, pełne romantycznej atmosfery krajobrazy lub zagadkowe wnętrza, wypełnione drobnymi, wydłużonymi postaciami mnichów, komediantów, bandytów, włóczęgów, żołnierzy, Cyganów, obłąkanych lub świętych. Ulubionym jednak jego tematem było życie mnichów (wędrujących, zaskoczonych przez burzę, poszukujących schronienia w jaskiniach, spożywających skromny posiłek, grzejących się u ogniska lub pogrążonych w ekstatycznej modlitwie). Były to obrazy niepokojące, pełne ekspresji, tajemniczości lub grozy. Wiele swoich obrazów poświęcił religii, malując sceny biblijne (głównie z Nowego Testamentu) i kościelne (modlitwy kwakrów, nabożeństwa w synagodze, obrzędy cmentarne, lekcje katechizmu). Chętnie pokazywał różnorakie aspekty powszedniego życia prostych ludzi: praczek, stolarzy, tragarzy, rybaków, poganiaczy mułów. Szczególnie upodobał sobie komediantów i wędrownych sztukmistrzów.
Charakterystycznym przykładem jego oryginalnego stylu jest fantastyczna wizja Złodzieje ścigani przez szkielety (Świętokradcza kradzież). Obraz przedstawia epizod, który miał miejsce w 1731 roku. Do kościoła Santa Maria in Campomoto w Siziano (Pawia) włamali się złodzieje po naczynia liturgiczne, ale przeszkodziły im szkielety zmarłych, pochowanych na pobliskim cmentarzu. Makabryczna scena rozgrywa się na oczach Matki Boskiej, która stara się uspokoić zamieszanie wśród szkieletów i pokazuje scenę ukarania złodziei przez powieszenie, rozgrywającą się w tle. Płótno (160x240 cm) jest własnością kościoła, w którym dokonano kradzieży, ale z powodów bezpieczeństwa przechowywane jest w mediolańskim Museo Diocesano.

## Styl
Jego dzieła cechuje nerwowy, szkicowy styl i nienaturalnie rozedrgane, połyskujące światło, co wzmaga poczucie fantastyczności i groteskowości jego sztuki. Od Abbiatiego przejął technikę „tocchi sprezzanti” (nonszalanckie pacnięcia, lekceważące uderzenia) lub „dipingere di tocco” (malowanie uderzeniami i pacnięciami). Charakterystyczna cecha jego kolorystyki to smugi ciemnych kolorów z przewagą brązów, szarości, czerni i bieli z niewielkimi akcentami gwałtownych plam czerwieni, błękitu i żółci. Ta specyficzna kolorystyka, zupełne pominięcie konturu oraz wywoływanie formy podłużnymi kanciastymi smugami farby – składają się na oryginalność jego sztuki. Plama jest tak nerwowa i pospieszna, że nie zawsze pokrywa się z formą przedmiotową, co jest efektem nigdy niestosowanym w dawnym malarstwie.

## Oddziaływanie
Był prekursorem romantyzmu, impresjonizmu, ekspresjonizmu. Oddziałał na twórczość takich malarzy jak: Marco Ricci, Giuseppe Bazzani, Francesco Maffei, Giovanni Battista Tiepolo, Francesco Guardi, Franz Anton Maulbertsch oraz Francisco Goya i Honoré Daumier.
Zmarł, nie pozostawiając, poza kilkoma imitatorami, żadnych uczniów. Przez cały wiek XIX był zupełnie zapomniany. Romantycy zachwycali się jego pejzażami, nie znając nawet nazwiska ich twórcy. Na nowo odkryto go i doceniono dopiero na początku XX wieku. Główne zasługi położył tu austriacki historyk sztuki Benno Geiger (1882–1965) – autor kilku książek o malarzu i katalogu jego dzieł. Z okazji dwusetnej rocznicy śmierci artysty w 1949 zorganizowano wielką wystawę jego obrazów w Galleria di Palazzo Bianco w Genui. Katalog wystawy opracował Antonio Morassi (1893–1976). Współcześnie autorką szeregu prac o życiu i twórczości Magnasca jest Fausta Franchini Guelfi.

## Magnasco w Polsce
W zbiorach polskich znajduje się co najmniej 10 jego obrazów (m.in. w Muzeum Narodowym w Warszawie i Muzeum Czartoryskich w Krakowie)
Brak w języku polskim oddzielnej publikacji książkowej o malarzu. W wielu historiach sztuki (Jan Białostocki, Adam Bochnak, Karol Estreicher, Władysław Tomkiewicz) nie ma o nim najmniejszej wzmianki. Jego oryginalność i znaczenie w historii malarstwa docenili: Maria Rzepińska, Ksawery Piwocki, Bogdan Suchodolski. Najobszerniej i najwnikliwiej pisał o nim Waldemar Łysiak, w 8-tomowym dziele Malarstwo białego człowieka (mała monografia artysty w tomie VI). Swoją pracę magisterską poświęcił mu historyk i krytyk sztuki Antoni Dzieduszycki (1937–1997).

## Publikacje

### Mnisi
- Anachoreci – Kraków, Muzeum Czartoryskich,
- Chrystus adorowany przez dwie zakonnice (ok. 1715) – Wenecja, Gallerie dell’Accademia,
- Dwaj modlący się mnisi (ok. 1735) – Pieskowa Skała, Muzeum Zamkowe,
- Dwaj pustelnicy w lesie – Paryż, Luwr,
- Eremita na pustyni – Madryt, Museo Lázaro Galdiano,
- Krajobraz z dwoma medytującymi pustelnikami – Oxford, Ashmolean Museum of Art,
- Krajobraz z dwoma mnichami – Omaha, Joslyn Art Museum,
- Krajobraz z dwoma pustelnikami – Düsseldorf, Kunstmuseum,
- Krajobraz z mnichami – Bukareszt, Muzeum Sztuk Pięknych,
- Krajobraz z pustelnikami – Mediolan, Museo Poldi Pezzoli,
- Mnisi franciszkańscy w refektarzu (ok. 1735) – Bassano del Grappa, Museo Civico,
- Mnisi męczeni przez demony – Rzym, Galleria Nazionale d’Arte Antica,
- Mnisi przed kominkiem – Greenville, Bob Jones University Museum & Gallery,
- Mnisi w bibliotece – Seitenstetten, Opactwo Benedyktynów,
- Mnisi w grocie (1720-30) – Amsterdam, Rijksmuseum,
- Mnisi w jaskini – Wiedeń, Kunsthistorisches Museum,
- Mnisi w pejzażu – Bukareszt, Muzeum Sztuk Pięknych,
- Mnisi w ruinach (ok. 1720) – Pieskowa Skała, Muzeum Zamkowe,
- Mnisi-pustelnicy odbierają zaopatrzenie na skalnym wybrzeżu – Londyn, Bridgeman Art Library,
- Mniszki przędzące wełnę i robiące koronki – Strasburg, Musée des Beaux-Arts,
- Mniszki przy pracy – Nowy Jork, Metropolitan Museum of Art,
- Modlący się mnisi – Genewa, Musée des Beaux-Arts,
- Modlący się mnisi – Haga, Mauritshuis,
- Modlący się mnisi – Rzym, Galleria Nazionale d’Arte Antica,
- Modlący się mnisi (1720-30) – Gandawa, Museum voor Schone Kunsten,
- Pogrzeb franciszkanina (ok. 1730) – El Paso, Museum of Art,
- Wnętrze z mnichami (ok. 1725) – Pasadena, Norton Simon Museum,
- Wygalanie tonsury – Odessa, Muzeum Sztuki Wschodu i Zachodu,
- Zakonnice wyplatające kosze – Kolonia, Wallraf-Richartz-Museum.

### Komedianci
- Latarnia magiczna – Warszawa, Muzeum Narodowe,

- Oswojona sroka lub Tresowanie sroki (ok. 1705) – Florencja, Uffizi,
- Śpiewający Pulcinella z dziećmi i lutnistą (1711-35) – Columbia (Karolina Płd.), Museum of Art,
- Tresowanie sroki (1703-10) – Moskwa, Muzeum Puszkina,
- Tresura psa – Kowno, Ciurlionis Museum,
- Tresura sroki – Nowy Jork, Metropolitan Museum of Art,
- Wędrowni bajarze – Warszawa, Muzeum Narodowe,
- Wędrowny sztukmistrz – Warszawa, Muzeum Narodowe,
- Wędrowny śpiewak w ruinach – Wenecja, Collezione Gatti-Casazza.

### Święci
- Ekstaza św. Franciszka – Genua, Galleria di Palazzo Bianco,
- Krajobraz ze św. Antonim Pustelnikiem – Berlin, Gemäldegalerie,
- Krajobraz ze św. Brunonem (1700) – Amsterdam, Rijksmuseum,
- Krajobraz ze św. Janem – Belgrad, National Musem of Serbia,
- Krajobraz ze św. Pawłem – Berlin, Gemäldegalerie,
- Kuszenie św. Antoniego – Mediolan, Museo Poldi Pezzoli,
- Kuszenie św. Antoniego – Rzym, Galleria Nazionale d’Arte Antica,
- Kuszenie św. Antoniego (1720-30) – Paryż, Luwr,
- Męczeństwo św. Erazma – Wenecja, Collezione Gatti-Casazza,
- Święty Ambroży odmawia Teodozjuszowi wstępu do kościoła (1690-1700) – Chicago, Institute of Art,
- Święty Augustyn z chłopczykiem na plaży – Genua, Museo di Palazzo Bianco,
- Święty Bruno – Rzym, Galleria Nazionale d’Arte Antica,
- Święty Hieronim – Odessa, Muzeum Sztuki Wschodu i Zachodu.

### Żołnierze
- Kobieta z żołnierzami przy stole (ok. 1725) – San Francisco, Fine Arts Museums,
- Kordegarda – Odessa, Muzeum Sztuki Wschodu i Zachodu,
- Mnich opiekujący się umierającym żołnierzem – Pawia, Museo Civico,
- Pogrzeb żołnierza – Pawia, Museo Civico,
- Rzymscy żołnierze w Kampanii – Praga, Galeria Narodowa,
- Żołnierze biwakujący w ruinach – Rzym, Collezione Vittorio Cerrutti,
- Żołnierze i włóczędzy – Calvisano, Brescia, Collezione Fausto Lechi.

### Cyganie
- Cyganie i chirurg w ruinach – Calvisano, Brescia, Collezione Fausto Lechi,
- Cyganie w ruinach – Warszawa, Muzeum Narodowe,
- Krajobraz z Cyganami i praczką (1705-10) – Indianapolis, Museum of Art,
- Orszak weselny Cyganów – Berlin, Gemäldegalerie,
- Posiłek Cyganów (ok. 1715) – Florencja, Uffizi,
- Scena z Cyganami i piratami (1700-05) – Gorizia (Gorycja), Palazzo Coronini Cronberg,
- Staruszka i Cyganie – Florencja, Uffizi,
- Toast za narzeczonych (Posiłek Cyganów) (ok. 1730) – Paryż, Luwr.

### Bandyci i galernicy
- Odpoczynek szajki bandytów (1710) – St. Petersburg, Ermitaż,
- Przybycie galerników do więzienia w Genui – Bordeaux, Musée des Beaux-Arts,
- Ruiny z rozbójnikami (1710) – St. Petersburg, Ermitaż,
- Scena z bandytami – Genua, Museo di Palazzo Bianco,
- Scena z bandytami – Genua, Museo di Palazzo Bianco (in. wersja),
- Zaokrętowanie galerników – Bordeaux, Musée des Beaux-Arts.

### Praczki
- Krajobraz z praczkami – Neapol, Museo di Capodimonte,
- Krajobraz z praczkami (1711-35) – Londyn, Courtauld Institute of Art,
- Krajobraz z praczkami (ok. 1715) – Houston, Museum of Fine Arts,
- Krajobraz z praczkami (ok. 1720) – Oberlin, Allen Art Museum,
- Praczki i drwale – Kraków, Kolekcja „Europeum” Muzeum Narodowego w Krakowie.

### Bachanalia
- Bachanalia – Moskwa, Muzeum Puszkina,
- Bachanalia (1710-20) – St. Petersburg, Ermitaż,
- Bachanalia w ruinach antycznych (ok. 1710) – Moskwa, Muzeum Puszkina,
- Porwanie Prozerpiny (Tryumf zła) – Sibiu, National Brukenthal Museum,
- Tryumf Wenus (1720-30) – Los Angeles, J. Paul Getty Museum.

### Sceny biblijne
- Aniołowie usługujący Chrystusowi (ok. 1725-30) – Madryt, Prado,
- Chrystus i jawnogrzesznica –,
- Chrystus i Samarytanka (ok. 1705) – Los Angeles, J. Paul Getty Museum,
- Chrystus kroczący po wodzie – Waszyngton, National Gallery of Art,
- Chrystus niosący krzyż (ok. 1690) – Mediolan, Pinacoteca di Brera,
- Chrzest Chrystusa (1740) – Waszyngton, National Gallery of Art,
- Jakub opuszcza Ziemię Kanaan – Orlean, Musée des Beaux-Arts,
- Krajobraz burzowy z Eliaszem – Salzburg, Rezidenzgalerie,
- Krajobraz z kuszeniem Chrystusa (ok. 1715) – Londyn, Courtauld Institute of Art,
- Maria Magdalena – Odessa, Muzeum Sztuki Wschodu i Zachodu,
- Noli me tangere (1705-10) – Los Angeles, J. Paul Getty Museum,
- Podniesienie krzyża (ok. 1720) – Wiedeń, Kunsthistorisches Museum,
- Pokłon Trzech Króli – Dunkierka, Musée des Beaux-Arts,
- Rzeź niewiniątek w Betlejem (1715) – Amsterdam, Rijksmuseum,
- Spotkanie Eliezera z Rebeką – Orlean, Musée des Beaux-Arts,
- Ukrzyżowanie z mnichem – Savona, Museo Perrando,
- Wieczerza w Emaus – Genua, Convent S. Francesco in Albaro,
- Wskrzeszenie Łazarza (1715-40) – Amsterdam, Rijksmuseum,
- Złożenie Chrystusa do grobu (1725-27) – Londyn, Dulwich Picture Gallery.

### Tortury i przesłuchania
- Izba tortur (1720-30) – Budapeszt, Muzeum Sztuk Pięknych,
- Przesłuchanie (Inkwizycja) – Frankfurt, Staedelsches Kunstinstitut,
- Przesłuchanie w więzieniu (ok. 1705) – Wiedeń Kunsthistorisches Museum.

### Krajobrazy
- Brzeg morza (1720) – St. Petersburg, Ermitaż,
- Brzeg morza z wrakiem (po 1735) – Miami, Lowe Art Museum,
- Górzyste nadbrzeże z rybakami – West Palm Beach, Norton Museum of Art,
- Krajobraz burzowy z rybakami – Wiedeń, Akademie der Bildenden Kuenste,
- Krajobraz górski (ok. 1720) – St. Petersburg, Ermitaż,
- Krajobraz leśny – Kolonia, Wallraf-Richartz-Museum,
- Krajobraz z burzą na morzu (1718-25) – Tokio, National Museum of Western Art,
- Krajobraz z pasterzami (1710-30) – São Paulo, Museu de Arte,
- Krajobraz z pasterzami (1718-25) – Tokio, National Museum of Western Art,
- Krajobraz z postaciami – Bordeaux, Musée des Beaux-Arts,
- Krajobraz z postaciami (ok. 1715) – Houston, Museum of Fine Arts,
- Krajobraz z wrakami – Göteborg, Konstmuseum,
- Pejzaż górski – Nieborów, Pałac (wł. MN w Warszawie),
- Pejzaż z ruinami (1697) – Mediolan, kolekcja prywatna,
- Pejzaż z zamkiem lub Poganiacz mułów (ok. 1710) – Paryż, Luwr,
- Plaża z wrakami (po 1735) – Raleigh, North Carolina Museum of Art,
- Skalisty krajobraz leśny – Kolonia, Wallraf-Richartz-Museum,
- Sztorm na morzu – Mediolan, Museo Civico de Arte.

### Sceny kościelne
- Świętokradcza kradzież lub Świętokradztwo odkryte w kościele (1731) – Mediolan, Pałac Arcybiskupi,
- Lekcja katechizmu w katedrze mediolańskiej (ok. 1725-30) – Filadelfia, Museum of Art,
- Plądrowanie płonącego kościoła – Sibiu, National Brukenthal Museum,
- Scena z pielgrzymami – Genua, Museo di Palazzo Bianco,
- Synagoga – Seitenstetten, Opactwo Benedyktynów,
- Wierni w sanktuarium w krajobrazie górskim (1716-17) – Houston, Museum of Fine Arts,
- Wnętrze synagogi (1725-30) – Cleveland, Museum of Art,
- Zebranie (kazanie) kwakrów (1695) – Florencja, Uffizi.

### Inne
- Chórzyści (1740-45) – Waszyngton, National Gallery of Art,
- Don Kichote lub Satyra na ubogiego szlachcica (ok. 1725) – Detroit, Institute of Art,
- Piknik w ogrodach Albaro (1735-49) – Genua, Galleria di Palazzo Doria-Tursi,
- Portret męski – Genua, Galleria di Palazzo Bianco,
- Pracownia malarza (ok. 1730) – Paryż, Luwr,
- Rynek – Mediolan, Museo Civico de Arte,
- Skrzypek (1712-1715) – Warszawa, Muzeum Narodowe,
- Tryumf wolności (Tryumf dobra) – Sibiu, National Brukenthal Museum,
- Wejście do szpitala (Szpital) – Sibiu, National Brukenthal Museum,
- Portret San Bernarda, biskupa i protektora Parmy – Parma, Museo Glauco Lombardi.